# Пелльворм (управление)
Пелльворм (нем. Pellworm) — управление (амт) в Германии, в земле Шлезвиг-Гольштейн.

## Административное устройство
Управление Пелльворм состоит из следующих коммун:
- Грёде (9 жителей)
- Хоге (98 жителей)
- Лангенес (140 жителей)
- Пелльворм (1137 жителей)

## География
Территория управления охватывает остров Пелльворм и халлиги Грёде, Хабель, Хоге, Лангенес, Нордерог, Оланд, Зюдерог и Зюдфалль. Таким образом, она омывается Ваттовым морем и частично принадлежит национальному парку «Шлезвиг-Гольштейнские ватты».

## Экономика
Первенствующее значение для экономики имеет сельское хозяйство. Кроме того, играет свою роль туризм.